# Seksualni fetišizam
Seksualni fetišizam ili erotski fetišizam je termin koji opisuje seksualno uzbuđenje izazvano neživim predmetom ili specifičnom situacijom, koja po svojoj prirodi obično nije seksualna. Predmet ili situacija se nazivaju fetišem; osoba koju privlače fetišista. Erotski fetiš može biti dodatak normalnoj romantičnoj/seksualnoj vezi, koji se postiže na jednostavan način (npr. partner nosi određenu odeću). Seksualno uzbuđenje koje izazivaju određeni delovi tela se naziva i parcijalizam. Ako fetiš prouzrokuje znatan psihosocijalni stres ili ima štetne posledice na važne oblasti života, onda se definiše kao parafilija ili poremećaj seksualne privlačnosti.

## Opšti pregled
Izraz fetiš potiče od francuske reči fétiche, izvedene od portugalske reči feitiço („magija, čarolija”), koja dalje izvire od latinskog facticius („veštački”) i facere („činiti”). Fetiš je predmet za koji se veruje da poseduje natprirodne moći ili, u posebnom slučaju, izrađen predmet koji ima moć nad drugima. U suštini, fetišizam je pripisivanje inherentne vrednosti ili moći predmetima.
Fetiš se često pogrešno poistovećuje isključivo sa seksualnim fetišem. Izraze seksualni fetiš i erotski fetiš je prvi upotrebio francuski psiholog, advokat i hipnotizer Alfred Binet.
Ako fetiš prouzrokuje znatan psihosocijalni stres ili ima štetne posledice na važne oblasti života, onda se definiše kao parafilija ili poremećaj seksualne privlačnosti. Mnogi ljudi prihvataju svoje fetiše kao deo svog identiteta radije nego što pokušavaju da ih se oslobode.

## Predmeti seksualnog fetišizma
Predmeti seksualnog fetišizma mogu biti:
- razne vrste odeće i obuće: cipele, čizme, visoke potpetice, čarape, hulahopke, donji veš, kostimi, korseti, rukavice, ...
- materijali za izradu odeće i obuće: koža, najlon, spandeks, guma, PVC, plastika, ...
- delovi tela: ruke, stopala, kosa, oči, ...
- telesne tečnosti
- medicinska oprema: sonde, kateteri, spekuli, klistiri, injekcije
- situacije: vezivanje, golicanje i mnogi drugi.

## Literatura
- Bienvenu, Robert, The Development of Sadomasochism as a Cultural Style in the Twentieth-Century United States, 2003, Online PDF under Sadomasochism as a Cultural Style Архивирано на веб-сајту  (16. новембар 2007)
- Gates, Katharine (1999). Deviant Desires: Incredibly Strange Sex. Juno Books. ISBN 978-1-890451-03-5.
- Kaplan, Louise J. (1991). Female Perversions: The Temptations of Emma Bovary. New York: Doubleday. ISBN 978-0-385-26233-0.
- Love, Brenda (1994). The Encyclopedia of Unusual Sex Practices. Barricade Books. ISBN 978-1-56980-011-9.
- Steele, Valerie (1995). Fetish: Fashion, Sex, and Power. Oxford University Press. ISBN 978-0-19-509044-4.
- Utley, Larry; Autumn Carey-Adamme (2002). Fetish Fashion: Undressing the Corset. Green Candy Press. ISBN 978-1-931160-06-3.